# Snafuperman

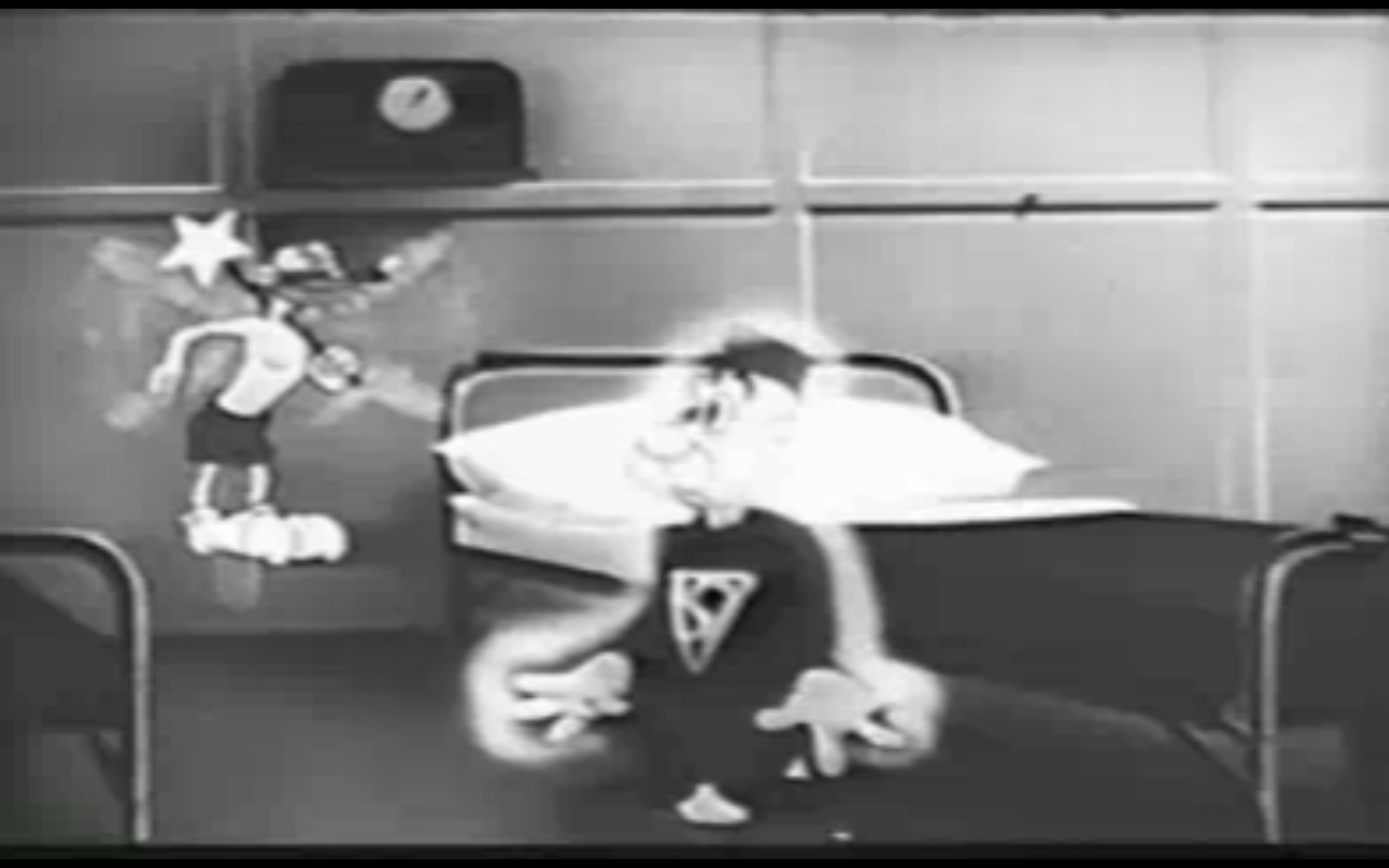
Image du film Snafuperman.

Snafuperman est un dessin animé de format court (5 minutes), de 1944. Il est réalisé par Friz Freleng et fait partie de la série de Private Snafu . Le titre est un jeu de mots avec Superman.

## Synopsis
Private Snafu, le pire soldat de tous les temps, reçoit les mêmes pouvoirs que ceux de Superman pour combattre les Nazis. Mais, même avec des supers pouvoirs, Snafu reste Snafu, indiscipliné, maladroit et catastrophique.

## Fiche technique
- Titre : Snafuperman
- Titre original : Snafuperman
- Réalisation : Friz Freleng
- Scénario : Abe Liss, Theodor Seuss Geisel
- Voix : Mel Blanc, Tedd Pierce
- Musique : Carl W. Stalling, Milt Franklyn, Sammy Timberg (en)
- Montage : Treg Brown
- Production : Leon Schlesinger Studios
- Pays d'origine :  États-Unis
- Genre : Dessin animé
- Durée : 5 minutes
- Date de sortie :
  -  États-Unis : mars 1944

## Récompenses et distinctions

### Nominations
- Saturn Award 2012 :
  - Saturn Award de la meilleure collection DVD (au sein du coffret Superman: The Motion Picture Anthology, 1978-2006)

## Autour du film
Le terme SNAFU est un acronyme militaire informel signifiant « Situation Normal: All Fucked Up » (« Situation normale : tout est fichu »).